# 泊湾
泊湾（日语：／）或伊兹梅内湾（俄語：Залив Измены），是国后岛南的海湾，长11公里，宽7公里，最深处深6.5米。该湾东向是螻向崎，西向是ノツエト崎。蝼向湖与该湾相连。隔野附水道与北海道隔海相望。日语名来自阿伊努语的“トマリ（海湾，港口）”。俄语名意为“背叛”，由“戴安娜”号的军官命名，纪念瓦西里·米哈伊洛维奇·戈洛夫宁和部下被俘虏。